# カペル川

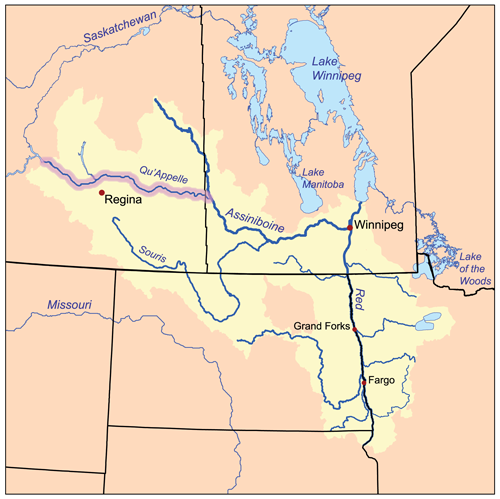
レッド川流域とカペル川の流路

カペル川（カペルがわ、英語: Qu'Appelle River）は主にカナダのサスカチュワン州を流れる長さ430kmの川。ディーフェンベーカー湖から始まり、東へ流れてマニトバ州St. Lazare付近でレッド川支流のアシニボイン川に合流する。
カペル川ダムとガーディナーダムの建設により上流部の水量は増加し、また制御されている。現在のカペル川の水の多くはサウスサスカチュワン川からのものとなっている。
流路上には次のような湖がある。
- アイブロウ湖、バッファローパウンド湖 - ムースジョー北にあり、ムースジョーやレジャイナへの水の供給源になっている。
- フィッシング湖群（パスカ湖、エコー湖、ミッション湖、カテプワ湖） - レジャイナ北東
- クルックド湖、ラウンド湖 - グレンフェル、ブロードビューの北

支流にはエコー川、ラストオーク川やサスカチュワン州南部では最大の天然湖ラストマウンテン湖からのラストマウンテン川などがある。